# Verhaltensorientierte Finanzmarkttheorie
Die verhaltensorientierte Finanzmarkttheorie (englisch Behavioral Finance) ist ein Untergebiet der Verhaltensökonomik und somit ein Teilgebiet der Wirtschaftswissenschaften. Sie beschäftigt sich mit der Psychologie der Kapitalanleger und versucht aufzuzeigen, wie Anlageentscheidungen am Finanz- und Kapitalmarkt tatsächlich zustande kommen. Die Verhaltensorientierte Finanzmarkttheorie geht davon aus, dass Menschen irrational handeln und deshalb häufig fehlerhafte Entscheidungen treffen, die zu Spekulationsblasen und Börsencrashs führen. Diese These widerspricht der in vielen wirtschaftswissenschaftlichen Büchern postulierten Annahme des Homo oeconomicus, nach welcher Anleger stets rational und effizient (Markteffizienzhypothese) handeln.

## Entstehung
Wie viele andere Erkenntnisse aus der Finanzbranche hat auch die verhaltensorientierte Finanzmarkttheorie ihre Ursprünge in den USA. Das noch junge Forschungsgebiet wurde Mitte der 80er Jahre entdeckt und erfreut sich seitdem immer größerer Beliebtheit. Seit einigen Jahren findet die Theorie auch in Europa immer mehr Anhänger. Zudem nutzen immer mehr Fonds die Erkenntnisse der verhaltensorientierten Finanzmarkttheorie für ihre Anlagestrategien.
Neben weiteren Beiträgern wurde die verhaltensorientierte Finanzmarkttheorie maßgeblich von drei Experten geprägt. 
Die Psychologen Daniel Kahneman und Amos Tversky gelten als Väter der verhaltensorientierten Finanzmarkttheorie. Seit ihrer ersten Zusammenarbeit in den späten 60er Jahren hat das Forschungsduo über 200 Beiträge zum Thema veröffentlicht. Dabei haben Kahneman und Tversky ihre Forschung hauptsächlich auf die Erkenntnisse der kognitiven Verzerrung und der Heuristik ausgelegt, welche Menschen zu irrationalem Verhalten verleiten. Im Jahr 2002 erhielt Kahneman den Alfred-Nobel-Gedächtnispreis für Wirtschaftswissenschaften für seine Beiträge zur Studie Rationality in Economics.
Während Kahneman und Tversky das Psychologie-theoretische Fundament lieferten, erarbeitete Richard Thaler darauf aufbauend die eigentliche verhaltensorientierte Finanzmarkttheorie. Ausgehend von oft irrationalen Verhaltensmustern der Menschen legte Thaler Schwächen in konventionellen, auf den Annahmen des Homo oeconomicus basierenden Wirtschaftstheorien offen. Kahnemans und Tverskys Erkenntnisse aus der Psychologie und Thalers Wirtschaftsverständnis bilden die Grundlage für das Verständnis vieler Kapitalmarktanomalien. 2017 erhielt Thaler, der „Brückenbauer zwischen Ökonomie und Psychologie“ für seine Beiträge zur verhaltensorientierten Finanzmarkttheorie den Nobelpreis für Wirtschaftswissenschaften.

## Themen
Schlüsselbeobachtungen veranlassten die Literatur zur behavioral finance dazu, das Fehlen von Symmetrie zwischen den Entscheidungen, Ressourcen zu erwerben oder zu behalten aufzugreifen. Dies wird umgangssprachlich als das „Spatz-in-der-Hand-Paradox“ (bird in the hand paradox) bezeichnet. Auch die starke Verlustaversion oder das starke Bedauern, das mit jeder Entscheidung verbunden ist, bei der Objekte, zu denen eine starke gefühlte Bindung besteht (zum Beispiel das Haus), vollkommen verloren werden können. Verlustängste scheinen sich zum Beispiel im Investorenverhalten zu manifestieren. Wenn ein Verkauf von Aktien oder anderen Wertpapieren zur Folge hätte, dass ein nominaler Verlust realisiert werden muss, so lässt sich häufig ein Unwillen beobachten, diese Transaktion durchzuführen (Genovese & Mayer, 2001). Dies kann auch erklären, warum die Preise auf dem Immobilienmarkt sich bei schwacher Nachfrage nicht den Angebotspreisen nähern.
Benartzi und Thaler (1995) behaupten, dass sie das equity premium puzzle (Wertpapieraufschlagrätsel) gelöst haben, indem sie die Prospekttheorie anwandten. Dies ist ein Rätsel, das konventionelle Finanzmodelle bislang nicht lösen konnten.
Modelle in behavioral economics beziehen sich gewöhnlich auf bestimmte beobachtete Marktanomalien und wandeln herkömmliche neoklassische Modelle ab, indem sie wirtschaftliche Entscheider so beschreiben, dass sie zum Teil willkürlich handeln (heuristisch) oder von Framing-Effekten beeinflusst werden. Im Allgemeinen befindet sich die Theorie der behavioral economics im Rahmen der neoklassischen Theorie, obwohl die herkömmliche Annahme des vernünftigen wirtschaftlichen Handelns häufig angezweifelt wird.

### Heuristik
- Prospekttheorie (auch: Neue Erwartungstheorie)
- Verlustaversion
- status quo bias
- Trugschluss des Spielers
- Selbstbestätigung

### Systematische Kognitionsprobleme
- kognitives Einordnen: Handlung aufgrund beobachteter Muster und Signale, ohne Überprüfung von deren empirischer Evidenz
- Trägheit, Verhaftetsein in alter Evidenz: Neue Informationen werden nicht oder nur sehr zögerlich zugeordnet. Wenn eine Zuordnung erfolgt, dann oft falsch.
- Ansteckung: Zeit- und Erfolgsdruck sowie subjektive Wissenslücken führen zu Unsicherheit, welche durch Beobachtung und Nachahmung anderer bewältigt wird.
- mentale Buchführung
- reference utility

### Anomalien
- Endowment-Effekt
- Equity Premium Puzzle
- Geldillusion
- Ungleichheitsaversion
- Effizienzlohn
- Reziprozität
- Bauchgefühl
- Arbitrage-Grenzen
- Easterlin-Paradox
- Momentum-Investments
- Noise Trading
- Ellsberg-Paradoxon

## Modelle derbehavioral finance
Seit Mitte des 20. Jahrhunderts dominiert die neoklassische Kapitalmarkttheorie das Verständnis für die Abläufe an Finanzmärkten. Sie hat eine Vielzahl von Theorien und Konzepten (z. B. Portfoliotheorie, Capital Asset Pricing Model oder Value-at-Risk) hervorgebracht und basiert ganz wesentlich auf der Annahme eines streng rationalen Homo Oeconomicus.
Einige Finanzmodelle, die bei der Geldanlage und der Anlagebewertung eingesetzt werden, verwenden Parameter der behavioral finance, zum Beispiel
- Thalers Modell der Preisreaktionen auf neue Informationen, mit drei Phasen, Unterreaktion, Anpassung und Überreaktion, die einen Preistrend hervorrufen;
- der Koeffizient der Aktienbewertung.